# Parafia Najświętszej Maryi Panny z Lourdes w Petersburgu
Parafia Najświętszej Maryi Panny z Lourdes w Petersburgu – rzymskokatolicka parafia znajdująca się w Petersburgu, w archidiecezji Matki Bożej w Moskwie w regionie północno-zachodnim.

## Historia
O powstanie kościoła starania czynili mieszkający w Petersburgu Francuzi przy wsparciu arcybiskupa mohylewskiego Szymona Kozłowskiego i ambasadora Francji w Petersburgu markiza de Montobello. 19 października 1898 car Mikołaj II wydał zgodę na budowę kościoła. 29 grudnia 1900 poświęcono tymczasową kaplicę. Społeczność francuska w mieście zaapelowała do Konsystorza Mohylewskiego o powołanie nowej parafii, którą erygował 1 stycznia 1901 arcybiskup mohylewski Bolesław Hieronim Kłopotowski.
Kościół zbudowano w 1909 roku. 22 listopada 1909 został on konsekrowany przez biskupa pomocniczego mohylewskiego Jana Cieplaka.
Od stycznia do czerwca 1923 kościół był zamknięty przez komunistów. Jednak w późniejszych latach był czynny. Od 1938 była to jedyna w mieście i jedna z dwóch (obok parafii św. Ludwika w Moskwie) czynnych parafii katolickich w Rosyjskiej FSRR (z wyjątkiem okresu od lipca 1941 do sierpnia 1945, kiedy z powodu usunięcia przez władze kapłana nie były w kościele odprawiane nabożeństwa). Parafie te przetrwały, gdyż znajdowały się pod ochroną ambasady francuskiej.
Początkowo opiekę nad parafią sprawowali francuscy dominikanie (ostatni został wydalony z kraju w 1941). Od 1946 proboszczami są księża pochodzący z ZSRR/Rosji.

## Proboszczowie
- o. Ambrosius Kuni OP (1901 - 1907)
- bp Maurice Jean-Baptiste Amoudru OP (1908 - 1935) w 1934 mianowany administratorem apostolskim Leningradu i w 1935 potajemnie wyświęcony na biskupa; po zdobyciu informacji o sakrze przez służby sowieckie wydalony z kraju
- o. Michel Clauvis Floran OP (1935 - 1941)
- ks. Jozef Kazlas (1946 - 1963)
- ks. Franciszek Sidars (1963 - 1965)
- ks. Jozef Pavilonis (1967 - 1991)
- o. Leonard Pavils Odins OFM (1991 - 2002)
- ks. Dmitrij Miszenew (2002 - 2006)
- ks. Igor Chabanow (2007) administrator
- ks. Sergiej Alchimionok (2007 - nadal)[1]